# Teisendorf
Teisendorf é um município da Alemanha, localizado no distrito de Berchtesgadener Land, no estado de Baviera.